# Sofite
Sofite (... – dopo il 327 a.C.) è stato un satrapo persiano, governatore della Bactria nel IV secolo a.C..
Si arrese ad Alessandro Magno poco prima dell'invasione dell'India da parte dell'esercito macedone. Stando alla narrazione di Diodoro Siculo, Sofite offrì in dono al Macedone centocinquanta mastini indiani.